# Peter Härtling
Pour les articles homonymes, voir Hartling.
Peter Härtling (né le 13 novembre 1933 à Chemnitz (Allemagne) et mort le 10 juillet 2017 à Rüsselsheim (Allemagne)) est un romancier, poète et essayiste allemand.
Il écrit alternativement pour les adultes et pour les jeunes.

## Biographie
Né en novembre 1933, il a passé une partie de son enfance en Moravie, puis à la fin de la deuxième guerre mondiale, sa famille s'installe à Souabe en Allemagne. « À l’annonce de la mort de son mari dans un camp de prisonniers, sa mère se suicide ».
Il publie des poèmes et des romans, puis des ouvrages de littérature jeunesse dès les années 1970.
Il est récompensé en 1976 par le Grand Prix de littérature pour la jeunesse, le Deutscher Jugendliteraturpreis pour son roman jeunesse « le plus connu », Oma.
« Une des thématiques principales de
son œuvre, l’exil et les réfugiés, est fortement liée à son expérience personnelle ».
Dans son écriture,  « il obéit
à une des « cinq réflexions sur l’écriture de livres pour enfants » qu’il
a lui-même édictées ».
Son dernier roman jeunesse Djadi, l'enfant réfugié est publié en 2016, et évoque un réfugié syrien.
Ses œuvres ont été distinguées par de nombreux prix littéraires, et ses ouvrages jeunesse sont considérés comme des « classiques ».

## Prix et distinctions
Peter Härtling a reçu de très nombreux prix, entre autres :
- 1964 Deutscher Kritikerpreis (prix de la critique allemande) pour Niembsch
- 1966 Prix du Meilleur livre étranger pour Niembsch ou l'Immobilité (Seuil)[4],[5] traduit de l'allemand par Bernard Lortholary.
- 1967 Membre de l'Académie des arts de Berlin [6]
- 1971 Gerhart-Hauptmann-Preis pour Gilles.
- 1976 Deutscher Jugendliteraturpreis (prix de littérature de jeunesse allemande) pour Oma.
- 1987 Prix Friedrich Hölderlin de la ville de Bad Homburg vor der Höhe.
- 1995 Ordre du Mérite de la République fédérale d'Allemagne
- 1996 Médaille Karl-Preusker
- 2001 Deutscher Jugendliteraturpreis prix spécial pour l'ensemble de son œuvre pour la jeunesse.
- 2012  Kulturpreis Deutsche Sprache

## Hommages
- Il existe, depuis 1984, le prix Littérature jeunesse Peter Härtling.

## Publications (sélection)
- Oma (Das war der Hirbel). Paris : Bordas, 1979  (ISBN 2-04-010760-6)
- On l'appelait Filot (Das war der Hirbel). Paris : Bordas, 1979  (ISBN 2-04-010806-8)
- Béquille (Krücke). Paris : Éd. Messidor-La Farandole, 1989  (ISBN 2-209-06240-3)
- Hölderlin, biographie. Paris: Ed du Seuil, 1980  (ISBN 2-02-00-5695-X)
- Flo (Fränze). Paris : Éd. Messidor-La Farandole, 1990  (ISBN 2-209-06357-4)
- Ben est amoureux d'Anna (Ben liebt Anna). Paris : Pocket, 1995  (ISBN 2-266-06517-3)
- Et de six avec Clara ! (Mit Clara sind wir sechs). Paris : Pocket, 1996  (ISBN 2-266-06817-2)
- Sophie fait des histoires (Sophie macht Geschichten). Paris : Pocket, 1997  (ISBN 2-266-07558-6)
- Oma, ma grand-mère à moi
- Les fugues de Théo (Theo haut ab). Paris : Éd. Messidor-la Farandole, 1991  (ISBN 2-209-06542-9)

- Une Femme (Eine Frau), 1977
- Ianek : portrait d'un souvenir (Janek : Porträt einer Erinnerung). Paris : Éd. du Seuil, 1969  (ISBN 2-02-001545-5)
- Dette d'amour (Nachgetragene Liebe) ; Zwettl, une mémoire en question (Zwettl. Récits. Paris : Éditions du Seuil, 1984  (ISBN 2-02-008504-6)
- Vieux John (Alter John). Paris : Bordas, 1985  (ISBN 2-04-015155-9)
- Felix Guttmann (Felix Gutmann). Paris : Éd. du Seuil, 1989  (ISBN 2-02-010639-6)
- Les yeux de Waiblinger (Waiblingers Augen). Paris : Éd. du Seuil, 1991  (ISBN 2-02-012924-8)
- Bozena (Bozena). Nîmes : J. Chambon, 1996  (ISBN 2-87711-151-2)
- Schubert : douze moments musicaux et un roman (Schubert : zwölf Moments musicaux und ein Roman). Paris : Éd. du Seuil, 1996  (ISBN 2-02-019475-9)
- L'ombre de Schumann : variations sur plusieurs personnages (Schumanns Schatten). Nîmes : J. Chambon, 1998  (ISBN 2-87711-189-X)